# 홍승주 (문학가)
홍승주는 대한민국의 문학가로, 구인환, 김영수 문학가와 함께 2000년도 제 37회 한국 문학상을 카인의 비극이라는 희곡으로 수상했다. 아호는 고안(高雁)으로, 1930년 4월 20일에 평안북도 강계에서 태어났다. 문단에는 1959년 자유문학에 희곡 잃어버린 궤도(1959)를 발표함으로써 데뷔했다.

## 작가의 삶
홍승주 작가는 1928년 2월 22일 평북 강계에서 태어났다. 강계 중학교를 나와서 경희대학교 국문과를 졸업했다. 1959년 문예지였던 자유문학을 통해 문단에 처음 글을 썼으며, 사단법인 한국 문인 협회 이사, 희곡분과 회장과 부이사장을 거쳐 고문을 역임했다. 그리고 사단법인 한국 희곡 작가 협회 회장과 명예이사장, 고문을 역임했고, 사단법인 국제펜클럽 한국본부의 이사 겸 인권연장, 사단 법인 한국소설가협회의 자문의원등을 맡았다. 서울 동대문 문인협회를 창설했고, 그곳의 회장 및 명예회장을 맡았었고, 경희 여자 중학교와 경희 여자 고등학교의 교장과 경희대학교의 강사를 역임했고, 사단법인 대한교총의 이사를 역임, 극단인 파워의 운영 대표, 동아일보, 중앙일보, MBC 문예대학 창작 강사, 미주시문학회의 강사, 한국속에 한국문인을 수강했다.

## 대표적인 작품들

### 문학 작품들
홍승주 작가는 1959년 자유문학에 희곡 잃어버린 궤도(1959), 네가 나냐?(1960)를 발표하여 추천 완료하고 문단에 등단하였다. 그 후 항생물질(1963), 인간자폭(1966), 흔들리는 나상(1973), 광란의 거리(1978), 마지막 시도(1984), 마지막 죽어 가는 황새 한 마리(1987) 등의 작품을 발표하였다. 그 외에도 소설 3부작인 역부(驛夫), 장편소설인 황야의 표효, 희곡 황홀한 노예, 수필 및 평론으로는 우리들의 관계는 아직 끝나지 않았다, 아름다운 사람들의 이야기를 썼다. 현재 잔조록(殘照錄)를 출판중이라고 한다.

### 작품집
작품집으로는『비와 눈이 한꺼번에 쏟아질 때』(1966),『지열』(1968),『우리의 관계는 끝나지 않았다』(1972), 『목마른 태양』(1979), 『소녀와 기관사』(1983), 『두 시대의 죽음』(1985), 『배반의 땅』(1994), 『노을은 어떻게 지는가』(1997), 『카인의 비극』(2000) 등을 간행하였다. 그의 작품은 과학적인 공상을 통해 사람들의 삶에서 여러 문제를 다루는 것이 특징적이다. 그 외로 시집으로 흘러가는 구름, 바람꽃. 넋새가 운다, 비익조(比翼鳥), 제 10시집 백작일기, 제 9시집 아름다운 사파를 출판했다.

## 수상 경력
홍작가는 대한민국 문학상 현대 문학상 한국 문학상 예술문화 대상 동포문학상 대상 한국 펜 문학상 순수문학상 등을 수상했으며 국민훈장 '동백장'을 수훈했다.